# Northfield (Nuevo Brunswick)
Northfield es una parroquia canadiense situada en la provincia de Nuevo Brunswick.

## Superficie
Northfield tiene una superficie de 303,27 km².

## Demografía
En 2021, tenía 577 habitantes, una densidad poblacional de 1,9 hab./km², y 286 viviendas.